# Taifa di Lorca
La Taifa di Lorca (in arabo طائفة لورقة‎?) era un regno islamico medievale moresco o taifa creato nell'attuale Spagna meridionale, fondato nel 1042, che scomparve nel 1091 quando fu conquistata dagli Almoravidi.

La Taifa di Lorca occupava un territorio nella parte orientale dell'Andalusia nella regione di Murcia intorno a Lorca a nord della attuale Provincia di Almería.

## Storia

Nel 1038 Lorca era inclusa nella Taifa di Valencia

Nel periodo iniziale della fitna di al-Andalus, descritta dallo storico Rafael Altamira, Lorca parte della Taifa di Almería, che, nel 1038, fu conquistata da Abd al-Aziz ibn ABD al-RAHMAN “Sanchuelo”, emiro della taifa di Valencia e nipote di Almanzor, che nominò governatore di Almería suo genero, Ma'n ben Muhammad, il quale si rese indipendente nel 1044, inaugurando un nuovo periodo di Taifa sotto il dominio della dinastia dei Banu Sumadih, come riporta il Ibn Khallikan's Biographical dictionary, v.3, che governarono anche Lorca, resasi indipendente.

Il fratello di Ma'n ben Muhammad, Ma'n Ibn Sumadih, governò Lorca, si rese indipendente creando uno stato che si estendeva dalla città di a Jaén e Baza.

Verso il 1065 la taifa di Lorca fu nuovamente inclusa nella Taifa di Almería; infatti, nel 1080, secondo la Muslim Spain and Portugal: A Political History of al-Andalus Almeria (Lorca non era citata) era una della poche ancora indipendenti.

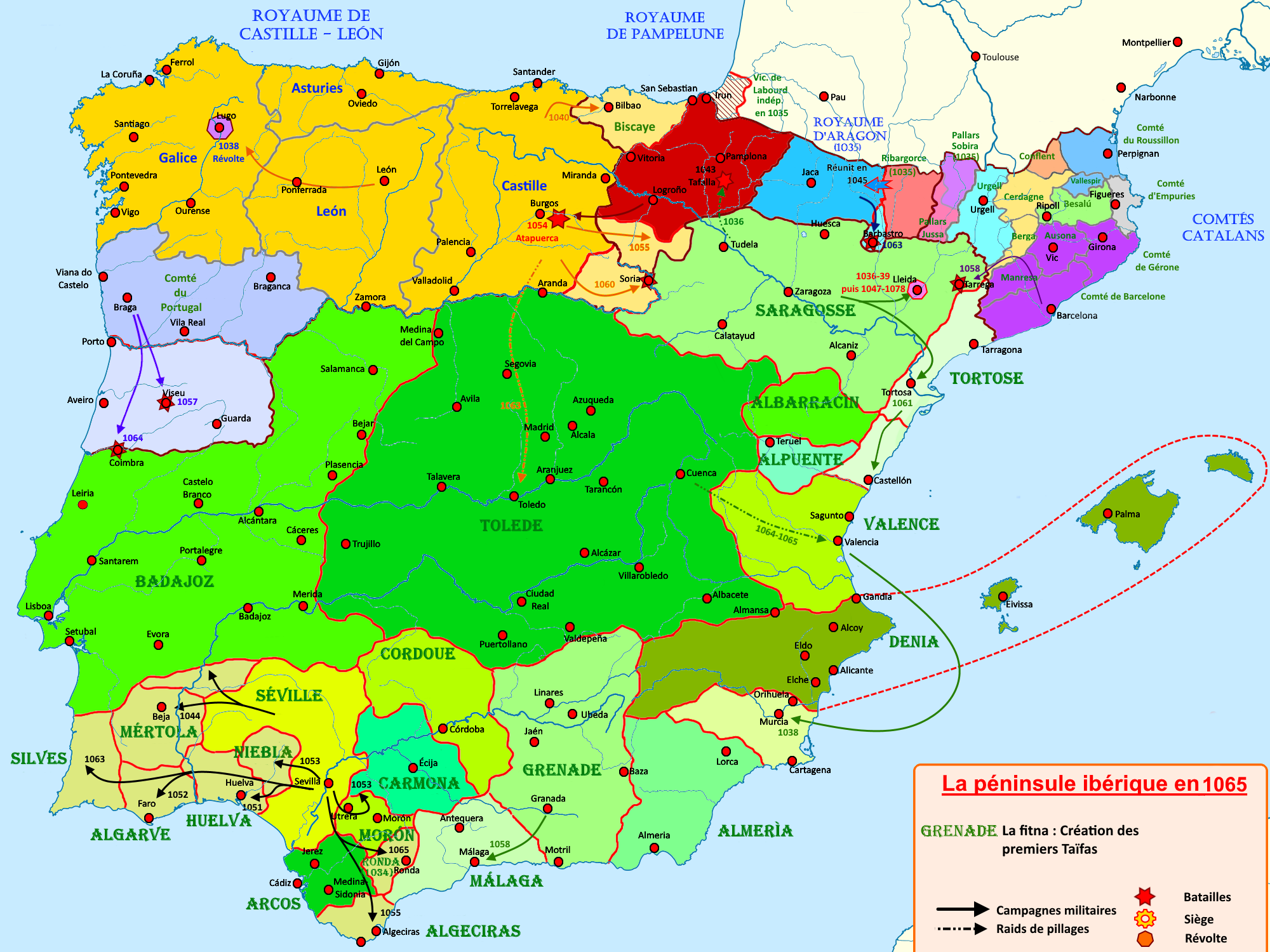
Nel 1065 Lorca era nuovamente inclusa nella Taifa di Almería

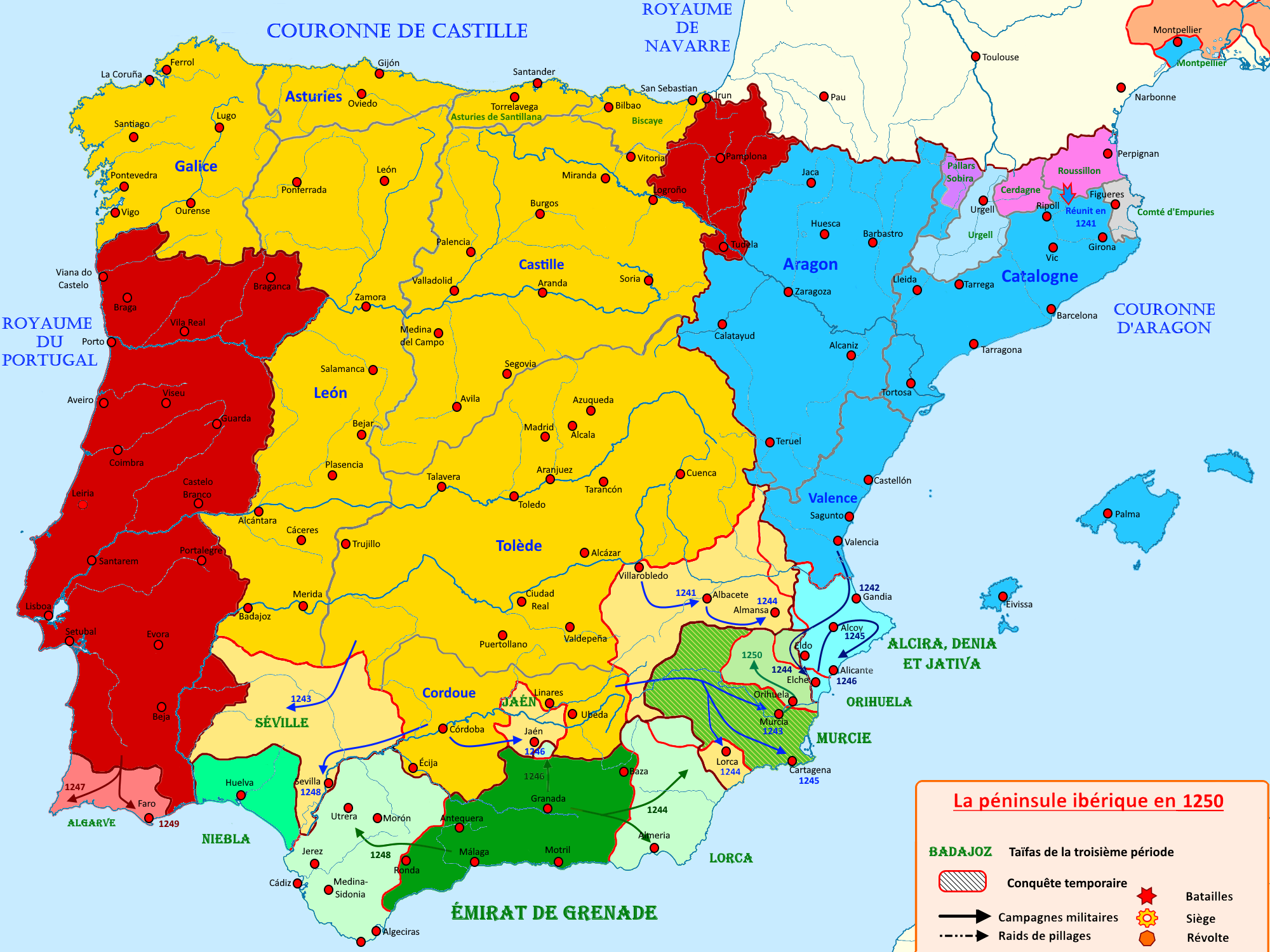
Nel 1244 Lorca che era collegata alla taifa di Murcia fu conquistata da Ferdinando III di Castiglia

Dopo che il Re di Castiglia Alfonso VI aveva conquistato Toledo, i Re delle Taifa di Granada, Siviglia e Badajoz cercarono l'aiuto degli Almoravidi, come riporta lo storico Rafael Altamira. Gli Almoravidi si resero conto della debolezza che avevano i Regni di Taifa per le loro continue dispute interne, e Yūsuf ibn Tāshfīn conquistò tutti i Regni di Taifa, compresa la Taifa di Almería, come riporta la Histoire des Almohades / d'Abd el- Wâh'id Merrâkechi che cadde nel 1091, dopo che Yūsuf ibn Tāshfīn  aveva attaccato il castello di Aledo, vicino a Lorca nel 1090.
Gli Almoravidi mantennero il controllo della città sino al 1144 insieme al resto della penisola, quando vi fu un secondo periodo dei regni Taifa. Lorca fu annessa alla taifa di Murcia che resistette alla conquista Almohade fino al 1172.
Dopo la sconfitta nella Battaglia di Las Navas de Tolosa (1212) il potere almohade nella penisola fu notevolmente indebolito e il loro dominio divenne puramente teorico, proliferando nuove taifa che si sarebbero dichiarate indipendenti.

Nel 1228, la taifa di Lorca fu ristabilita, come la taifa di Murcia, come riporta la The History Of The Mohammedan Dynasties In Spain Vol II. 

Lorca fu conquistata dal re di Castiglia, Ferdinando III, nel 1244.

### Fonti primarie
- (FR)  Histoire des Almohades / d'Abd el- Wâh'id Merrâkechi
- (EN)  The History Of The Mohammedan Dynasties In Spain Vol II
- (EN)  Muslim Spain and Portugal: A Political History of al-Andalus
- (EN)  Ibn Khallikan's Biographical dictionary, 3

### Letteratura storiografica
- Rafael Altamira, "Il califfato occidentale", in: «Storia del mondo medievale», Cambridge History of Middle Age, vol. II, 1999, pp. 477–515.]
- Rafael Altamira, La Spagna (1031-1248), in "Storia del mondo medievale", vol. V, 1999, pp. 865–896
- La recomquista